# Alessandro Ballan
Alessandro Ballan (Castelfranco Veneto, 6 de novembre del 1979) és un exciclista italià professional del 2004 al 2014.
Va quedar segon a la dotzena etapa del Tour de França 2006, darrere l'ucraïnès de l'equip Discovery Channel Iaroslav Popòvitx. Els seus majors èxits són la victòria al Tour de Flandes l'any 2006, la tercera posició a la París-Roubaix l'any 2007 i una victòria d'etapa i líder de la Volta a Espanya de 2008 amb final a Naturlandia, Andorra.
Va aconseguir el títol de campió del món de ciclisme en ruta el 28 de setembre de 2008 al mundial de Varese (Itàlia) superant Damiano Cunego (plata) i Matti Breschel (bronze).
Alessandro Ballan mai ha donat positiu en cap control antidopatge, però l'abril de 2010 es va veure involucrat en un cas de dopatge a Itàlia, pel qual fou suspès provisionalment pel seu equip. Readmés de nou el mes següent, és novament suspès pel seu equip just abans del Giro d'Itàlia 2011, per culpa de l'aparició de noves informacions.
El gener del 2014 va sortir la sentencia del CONI contra Ballan, amb motiu de la investigació que es realitzava contra ell quan militava al Lampre. La sanció va ser de dos anys i una multa de 2000 €. Com a conseqüència, el BMC Racing el va acomiadar.

## Palmarès
- 2003
  - 1r al Trofeu Zssdi
- 2005
  - Vencedor d'una etapa dels Tres dies de La Panne
  - Vencedor d'una etapa del Tour del Benelux
- 2006
  - 1r al Trofeo Laigueglia
- 2007
  - 1r al Tour de Flandes
  - 1r als Tres dies de La Panne
  - 1r a la Vattenfall Cyclassics
  - 1r a l'Omloop Mandel-Leie-Schelde
- 2008
  -  Campió del món de ciclisme
  - Vencedor d'una etapa de la Volta a Espanya
- 2009
  - 1r a la Volta a Polònia i vencedor d'una etapa
- 2012
  - 1r al Giro de Toscana
  - Vencedor d'una etapa de l'Eneco Tour

### Resultats al Tour de França
- 2006. 67è de la classificació general
- 2007. 88è de la classificació general
- 2008. 94è de la classificació general
- 2009. 95è de la classificació general
- 2010. 87è de la classificació general

### Resultats a la Volta a Espanya
- 2008. Abandona (15a etapa). Vencedor d'una etapa  Porta el mallot or durant 1 etapa
- 2009. Abandona (17a etapa)

### Resultats al Giro d'Itàlia
- 2012. 103è de la classificació general